# Leo Waskiewicz
Leonardo Klassmann Waskiewicz (Sant Ângelo, Brasil, 23 de maig de 1989) en és un jugador de bàsquet brasiler que pertany a la plantilla del CB Valladolid de la Lliga ACB.

## Trajectòria esportiva

### Clubs
- Categories inferiors: Clube Atlético Ceat-Bira (Brasil)
- 2005-07: Clube Atlético Ceat-Bira cadet i juvenil (Brasil)
- 2007: Clube Atlètic Pinheiros júnior (Brasil)
- Desembre 2007: Zarzuela Maristas Boecillo (Lliga EBA)
- 2008-09: Zarzuela Maristas Boecillo (Liga EBA) i CB Valladolid (LEB Or)
- 2009-10: Universidad de Valladolid (Liga EBA) y CB Valladolid (ACB)

### Palmarès
- Campió de l'Adecco Leb Oro i ascens a l'ACB amb el CB Valladolid la temporada 2008-09
- Disputa el circuit Sub20 Acb/Febr. amb el CB Valladolid les temporades 2007-08, 2008-09[1]